# فولتا كاتالونيا 2013
فولتا كاتالونيا 2013 (بالإنجليزية: 2013 Volta a Catalunya)‏ هو سباق دراجات هوائية أقيم بتاريخ 18–24 مارس 2013، تكون السباق من 7 مراحل وامتدّ لمسافة 1175.9 كم بسرعة 40.492 كم/س، استغرق السباق 29 ساعة 02 دقيقة 25 ثانية. فاز به الأيرلندي دان مارتن وحلّ ثانيا خواكيم رودريغيث بينما حصل على المركز الثالث ميشيل سكاربوني.

## الترتيب
| م                     | الدرّاج          | البلد           | الزمن                     |
| --------------------- | --------------- | --------------- | ------------------------- |
| الفائز بالترتيب العام | دان مارتن       | جمهورية أيرلندا | 29 ساعة 02 دقيقة 25 ثانية |
| الثاني                | خواكيم رودريغيث | إسبانيا         |                           |
| الثالث                | ميشيل سكاربوني  | إيطاليا         |                           |